# Pravidla silničního provozu
Pravidla silničního provozu jsou souborem právních norem, které z hlediska bezpečnosti organizují provoz na silnicích nebo obdobných komunikacích.

## Mezinárodní úmluvy
- Mezinárodní úmluva o jízdě automobily z 11. října 1909, Paříž. Základním obsahem úmluvy byla registrace a povolování vozidel a regulace oprávnění k řízení. Zavedla výstražné tabulky (výstražné dopravní značky) jednotného vzoru uvedeného v příloze, smluvní státy zavazovala k jejich zavedení.
- Mezinárodní úmluva o jízdě motorovými vozidly z 24. dubna 1926, Paříž (v Československu ratifikována 20. září 1930 a vyhlášena pod č. 9/1931 Sb. z. a n., závazná rok po ratifikaci, zároveň se vypovídá předchozí smlouva). K Úmluvě přistoupila většina evropských a několik mimoevropských států. Některé závazky z této úmluvy, například zavedení dopravních značek a zavedení jízdy vpravo, splnilo Československo až v letech 1938 - 1939.
- Liga Spojených národů - 1928 a 1939 pokusy o sjednocení dopravního značení
- Úmluva o sjednocení silničních značek, 30. 3. 1931 v Ženevě[1]
- Úmluva o silničním provozu a Protokol o silničních značkách a signálech, tzv. Ženevský protokol - 19. 9. 1949 skončila konference vyhlášením úmluv, 20. 12. 1949 československá vláda vyjádřila souhlas s přistoupením k úmluvě.
- Evropská úmluva o silničních značkách - Ženeva, 13. 12. 1957 (175/1960 Sb.)
- 8. listopadu 1968 ve Vídni přijaty tzv. vídeňské úmluvy, Úmluva o silničním provozu [2] a Úmluva o dopravních značkách a signálech (též překládáno jako Úmluva o silniční signalizaci) [3] (přijetí oznámeno v částce 40/1980 Sb.) - schváleny např. nové informativní značky

## Počátky pravidel silničního provozu v Británii
Nejen kvůli nejranějšímu rozvoji průmyslu a automobilismu, ale i pro kurióznost „praporkového zákona“ jsou jako jedny z nejstarších dopravních předpisů obvykle jmenovány anglické.
- 1773 General Highway Act (13 Geo3 c.78) (obdobné silniční zákony byly vydávány již nejméně od roku 1555, avšak týkaly se zejména povinností ve výstavbě, údržbě a financování cest, nikoliv pravidel provozu v dnešním smyslu)
- 1831 londýnský parlament přijal memorandum, v němž stanovil maximální rychlost parovozů na obyčejných cestách (10 mil/h, tj. 16 km/h) a jejich maximální hmotnost (pohotovostní hmotnost do 3 tun a náklad maximálně 16 centů při plné rychlosti).[4](Raperonzolo poi è morta, mi dispiace)
- 1835 Highway Act (5 & 6 Will 4 c.50) - zrušena povinná robota na obecních silnicích, údržba nadále financovaná radnicemi
- 1861 The Locomotive Act (24 & 25 Vic., c. 70) (Zákon o samohybech) - vztahoval se na vozidla poháněná parou nebo jakoukoliv jinou silou než zvířecí. Stanovil nejvyšší povolenou rychlost motorových vozidel v obci (ve městě?) 5 mil (8 km) za hodinu, mimo obec (na venkově?) asi 26 km za hodinu (původní údaj neověřen).
- 1865 The Locomotives Act (28 & 29 Vic., c. 83)(druhý Zákon o samohybech), nazývaný též „Praporkový zákon“ - obsluhu vozidla musí tvořit tři lidé, z nichž jeden musel jít před vozidlem ve vzdálenosti do 60 yardů (cca 55 metrů) a nést červený praporek. Rychlost omezena na 4 míle (6,4 km) za hodinu, v obcích 2 míle (3,2 km) za hodinu.[5]
- 1875 The Dublin Traffic Act (38 & 39 Vic., c. cxcv)
- 1878 The Highways and Locomotives (Amendment) Act (Změna zákona o silnicích a samohybech) - červený praporek již nebyl povinný, avšak zůstala povinnost, aby před vozidlem běžel člověk. Praxe s praporky však přetrvala až do roku 1896.
- 1896 The Locomotives on the Highways Act (59 & 60 Vic., c. 36)- (Zákon o silničních samohybech) - zrušil povinnost pěšího průvodce vozidla. V roce 1996 oslavovali někteří příznivci motorismu sté výročí emancipace motoristů. Rychlostní limit zvýšen na 14 mil za hodinu, kterou může místní správa snížit na 12 mil za hodinu.
- 1898 The Locomotives Act (61 & 62 Vic., c. 29)
- 1903 The Motor Car Act (3 Edw. VII, c. 30). Zavedeny poprvé na světě dopravní značky.
- 1907 The Lights on Vehicles Act (7 Edw. VII, c. 45)
- 1911 The Public Roads (Ireland) Act (1 & 2 Geo. V, c. 45)
- 1920 The Roads Act (10 & 11 Geo. V, c. 72)
- 1933 The Road Trafic Act (No. 108/1934) - zrušil předchozí zákony a řeší tematiku komplexně

## Pravidla silničního provozu v českých zemích

### Některé předpisy předcházející pravidlům silničního provozu
- 1875 vyhláška o jízdě silničními parostroji
  - 29. 1. 1900 navazující místodržitelské nařízení - požadavky na vozidla a jejich označení, jednoduchá pravidla bezpečného řízení a jízdy. Rychlost jízdy v uzavřené obci nesmí být větší než rychlost koně v čerstvém klusu.
- zákon č. 5/1875 mor. z. z., kterým se vydává řád policie silniční pro veřejné (neerární) silnice na Moravě s vyloučením obou hlavních měst Brna a Olomouce
- zákon č. 47/1866 čes. z. z., jímž se vydává řád policie silniční, platný pro Čechy kromě hlavního města Prahy
- zákon č. 5/1878 slez. z. z., jímž se vydává řád policie silniční pro veřejné silnice neerární ve Slezsku
- nařízení č. 22/1881 slez. z. z., o jízdě s neobyčejným nákladem po mostech na říšských silnicích
- vyhláška č. 54/1886 čes. z. z., kterou se prohlašuje prozatímní řád silniční policie, platný pro říšské silnice v Čechách
- nařízení č. 95/1887 mor. z. z., týkající se dopravy neobyčejně těžkých břemen přes dřevěné a železné mosty okresních a obecních silnic
- nařízení č. 169/1890 ř. z., jak se má chovat obecenstvo u přehrad železničních zvonítkem opatřených, pak u přechodů místních drah, opatřených výstražnou tabulkou „Pozor na vlak“
- vyhláška č. 29/1892 mor. z. z., kterou se prohlašuje řád policie silniční, platný pro říšské silnice na Moravě
- 4. března 1892: Ustanovení pro ochranu silnic, vyhlášení c. k. místodržitele na Moravě,
- nařízení č. 42.159/1897 B. M. (uh. m. vnitra), o jízdě na kolech
- v některých městech (prokazatelně v Praze, Českých Budějovicích a ve Vídni) byla v 90. letech 19. století vydaná nařízení nazvaná jízdní řád pro bicykle a tricykle, příp. jízdní řád pro velocipedisty, což byly podmínky a pravidla provozu pro cyklisty. Součástí této regulace byly i řidičské průkazy a poznávací značky vozidel.
- české místodržitelství předložilo osnovu jízdního řádu pro automobily a motocykly, o které se jednalo na schůzích českého zemského výboru 22. prosince 1899 a 10. ledna 1900. Zemský výbor požadoval, aby předpis byl vydán ve formě zákona, který by doplnil řád silniční policie z roku 1866, to však bylo odmítnuto a předpis vyšel ve formě nařízení místodržitele č. 13 z. z. č. 1 z 29. ledna 1900, které stanovilo pravidla pro jízdu automobily a motocykly na veřejných silnicích a cestách v Království českém. Nařízení se nevztahovalo na Prahu a celý obvod pražského policejního ředitelství. V Praze byl provoz motorových vozidel regulován výnosem místodržitele z 20. července 1900. Způsobilost k řízení motorových vozidel byla prokazována zkouškou u místodržitelství a o jejím absolvování bylo vydáno vysvědčení. Majitel vozidla ručil za škody způsobené nezpůsobilou osobou, pokud jí řízení vozidla svěřil. Dále se pracovalo na přípravě zákona.
- nařízení č. 156/1905 ř. z., o jízdních silostrojích (platné pro celé Předlitavsko). Stanovilo minimální věk řidiče, povinné poznávací značky, základní požadavky na vozidla atd. Z působnosti nařízení byly vyjmuty pracovní stroje (např. hasičské vozy, parní válce atd.), později i silostroje s nižší rychlostí.[6]
- nařízení č. 81/1910 ř. z. Předpisy o jízdě samohybných vozidel. Nařízení ministerstva vnitra v dorozumění s ministerstvem veřejných prací a ministerstvem financí ze dne 28. dubna 1910[7]. Zavádí povinnost poznávacích značek na základě Vídeňské konvence. Novelizováno výnosy československého ministerstva vnitra č. 40 704 ze dne 27. 5. 1921 a číslo 84 386 ze dne 11. 11. 1921.
- zákon č. 124/1931 Sb., kterým se provádí Mezinárodní úmluva o jízdě motorovými vozidly ze dne 24. dubna 1926 a vydávají se některé zatímné předpisy o jízdě motorovými vozidly
- vyhláška č. 9/1934 čes. věst., o jízdě na státních, zemských a okresních silnicích ve správním obvodu země České
- zákon č. 81/1935 Sb., o jízdě motorovými vozidly. V uzavřených osadách omezil rychlost na 35 km/h.
  - vládní nařízení č. 203/1935 Sb., kterým se provádí zákon č. 81/1935 Sb., o jízdě motorovými vozidly (Zavedeno prvních pět výstražných značek)
- zákon č. 82/1938 Sb., o dopravních značkách pro silniční dopravu
  - vládní nařízení č. 100/1938 Sb., kterým se provádí zákon č. 82/1938 Sb., o dopravních značkách pro silniční dopravu
- opatření stálého výboru č. 275/1938 Sb., o směru dopravy na veřejných silnicích a veřejných cestách (zavedení pravostranného provozu)
- vládní nařízení č. 241/1939 Sb., o jízdě motorovými vozidly
- vládní nařízení č. 242/1939 Sb., o chování v silniční dopravě (dopravní řád silniční - d. ř. s.)
- vládní nařízení č. 243/1939 Sb., o připuštění osob a vozidel k dopravě na silnicích (řád o připuštění k silniční dopravě - ř. p. s. d.)
- vyhláška č. 286/1942 Ú. n., o přípustné rychlosti jízdy osobními motorovými vozidly
- vyhláška č. 384/1943 Ú. n., o směru dopravy na veřejných silnicích

### Pravidla silničního provozu
- zákon č. 56/1950 Sb., o provozu na veřejných silnicích (vyhlašuje pravidla provozu nejen v českých zemích, ale i na Slovensku, kde stále platily předpisy z roku 1890 a zákon č. 81/1935 Sb.) Pouze obecné zásady, nikoliv konkrétní pravidla provozu.
  - nařízení č. 11/1951 Sb., jímž se provádí zákon o provozu na veřejných silnicích
  - vyhláška č. 328/1951 Ú. l., o způsobilosti vozidel k provozu na veřejných silnicích, o způsobilosti k jejich řízení a o péči o rozvoj motorismu: zavedeny vložky řidičského průkazu s 10 útržky, obdoba bodového systému
- vládní nařízení č. 54/1953 Sb., o provozu na silnicích + zákonné opatření NS č. 13/1956 Sb. Zde je právně pozoruhodné zejména to, že pouhým vládním nařízením byl výslovně „zrušen“ zákon 56/1950 Sb., a následující prováděcí vyhlášky prováděly toto vládní nařízení, nikoliv zákon. 
  - vyhláška č. 196/1953 Ú. l., o provozu na silnicích
  - vyhláška č. 145/1956 Ú. l., o provozu na silnicích - novela vyhl. č. 197/1958 Ú. l.
  - vyhláška Ústředního národního výboru hl. m. Prahy č. 183/1956 Ú. l., kterou se vydává dopravní řád pro hlavní město Prahu
  - vyhláška Ústředního národního výboru města Bratislavy č. 213/1958 Ú. v., kterou se vydává dopravní řád pro město Bratislavu
  - vyhláška č. 141/1960 Sb., kterou se vydávají pravidla silničního provozu
  - vyhláška č. 80/1966 Sb., o pravidlech silničního provozu - novela vyhl. č. 42/1971 Sb.
  - Vyhláška č. 100/1975 Sb., o pravidlech silničního provozu - novely vyhl. č. 136/1978 Sb. a 70/1979 Sb.
  - Vyhláška č. 99/1989 Sb., o pravidlech provozu na pozemních komunikacích (pravidla silničního provozu) - novely vyhl. č. 24/1990 Sb., 533/1992 Sb., 619/1992 Sb., 123/1993 Sb., 223/1997 Sb. a zák. 12/1997 Sb.
- Zákon č. 12/1997 Sb., o bezpečnosti a plynulosti silničního provozu, ve znění dalších předpisů
- Zákon č. 361/2000 Sb., o provozu na pozemních komunikacích, novelizace zejména zák. č. 411/2005 Sb. a 226/2006 Sb.
  - Vyhláška č. 30/2001 Sb., kterou se provádí pravidla provozu na pozemních komunikacích a úprava a řízení provozu na PK. Novely: vyhl. č. 153/2003 Sb., 176/2004 Sb., 193/2006 Sb, 507/2006 Sb.

### Změny od roku 1950
Podle zákona č. 56/1950 Sb. byly zavedeny tyto změny:
- stanoveny podmínky objíždění nástupních ostrůvků vlevo
- stanoven postup pro odbočování vlevo a pro řazení do jízdních pruhů před křižovatkou (levý pruh pro vozidla jedoucí rovně nebo doleva, pravý pruh pro vozidla odbočující vpravo)
- přednost odbočujících tramvají před souběžnými vozidly
- přednost kolejových vozidel před motorovými vozidly na křižovatce s nerozlišenou předností, jinak zavedena přednost zprava
- definováno stání jako každé zastavení vozidla na dobu nad 5 minut
- rychlost za mlhy omezena do 25 km/h
- rychlost na železničním přejezdu omezena do 15 km/h, pro řidiče autobusů a vozidel s nebezpečným nákladem povinnost zastavit
- výcvik řidičů svěřen „jednotné celostátní organisaci československých motoristů“
- na základě prováděcí vyhlášky od roku 1951 do června 1953 byly zavedeny k řidičskému průkazu kartičky s deseti kupóny odtrhávanými za přestupky

### Změny v roce 1953
Vyhláškou č. 196/1953 Ú. l. byly zavedeny například tyto novinky:
- vyjmenována místa, kde musí řidič jet „mírnou rychlostí“, tedy do 15 km/h: při jízdě podél průvodů, přes přechody pro chodce, při vjíždění na silnici, při průjezdu mimo stojící hromadné dopravní prostředky, kolem míst, kde se na silnici pracuje, na kluzké vozovce a všude tam, kde je zvýšený provoz chodců.

### Změny v roce 1961
Vyhláška č. 141/1960 Sb. zavedla od 1. ledna 1961 tyto změny:
- upřesněn způsob dávání přednosti (takovým způsobem, aby druhého neohrozil ani neomezil v jízdě)
- povinnost dát přednost na pokyn příslušných značek včetně značky kruhový objezd.
- termín uzavřená osada nahrazen pojmem uzavřená obec. Od 5 do 23 hodin omezena rychlost v obci do 50 km/h.
- v nočních hodinách neplatí omezení rychlosti v obci ani omezení rychlosti dopravní značkou
- rychlost autobusů a vozidel nad 3,5 tuny omezena do 80 km/h
- zavedeny vodorovné dopravní značky

### Změny v roce 1967
Vyhláška č. 80/1966 Sb. zavedla od 1. ledna 1967 následující změny:
- povinnost být mimo obce připoután bezpečnostním pásem
- termín uzavřená obec nahrazen termínem obec
- zákaz vjet do křižovatky, nelze-li za ní pokračovat v jízdě
- od 5 do 19 hodin zakázáno stání vedle tramvajových kolejí
- zavedeny značky střídavého stání pro sudé a liché dny
- postavení pochodujících útvarů bylo více přiblíženo postavení vozidel

### Změny v roce 1971
Novelizační vyhláška 42/1971 Sb. od 1. července 1971 zavedla
- změny související s otevřením první dálnice (Praha-Mirošovice).
- kmitající bílé světlo na železničních přejezdech

### Změny v roce 1976
Vyhláška č. 100/1975 Sb. účinná od 1. ledna 1976 zavedla:
- zásady pro jízdu v jízdních pruzích v obci a mimo obec, pojem souběžná jízda
- povinnost tlumených světel za snížené viditelnosti
- rychlost v obci od 5 do 23 hodin omezena do 60 km/h. Omezení dopravní značkou platí nově i v noci.

### Změny v roce 2006

#### Změna zákona o silničním provozu
Od 1. července 2006 jsou účinné změny pravidel provozu v zákoně č. 361/2000 Sb., o provozu na pozemních komunikacích a o změnách některých zákonů, vyplývající z novelizačních zákonů č. 411/2005 Sb. a 226/2006 Sb. Zároveň se do názvu zákona nově vkládá v závorce zkrácené označení zákona (zákon o silničním provozu).
Hlavními změnami zákona jsou:
- zavedení bodového systému hodnotícího řidiče motorových vozidel (§ 123a a násl.)
- zpřísnění sankcí a postupu v případě požití alkoholu nebo jiné návykové látky (možnost zadržení řidičského oprávnění, § 118b, současně se rozšiřuje pravomoc obecní policie a řízení pod vlivem alkoholu nebo návykové látky je zařazeno do trestního zákoníku jako trestný čin)
- zákaz držení mobilních telefonů apod. rozšířen i na jiné způsoby držení než v ruce (např. mezi hlavou a ramenem), doplněny výjimky z tohoto ustanovení (§ 7)
- doplněny povinnosti učitele autoškoly (§ 8a)
- povinnost provozovatele vozidla znát totožnost osoby, jíž svěří řízení vozidla; povinnost sdělit státním orgánům údaje o totožnosti v případě podezření z porušení zákona (§ 10)
- rozšíření povinnosti použít dětskou autosedačku na všechny typy komunikací, nejen na rychlostní a dálnice (§ 6)
- řidič je povinen upozornit přepravované osoby na povinnost použít zádržný systém (§ 6)
- rozšíření seznamu osob, které za jízdy nemusí být připoutány (§ 6, § 9)
- rozšíření povinnosti použít cyklistickou přilbu na všechny cyklisty mladší 18 let (§ 58)
- celodenní a celoroční svícení pro řidiče motorových vozidel a tramvají) (§ 32)
- zákaz vstupu osob na dálnici, zpřístupnění úseků dálnic v obcích veřejné hromadné dopravě již od maximální rychlosti 65 km/h (§ 35)
- při přejíždění mezi jízdními pruhy „přednost“ zprava (povinnost neohrozit), povinnost použít připojovací pruh (§ 12)
- zákaz použití směrovek při vjíždění na kruhový objezd, upřesněno postavení organizovaných útvarů chodců, stád zvířat a jezdců na zvířatech na roveň vozidlům. Přednost vozidel jedoucích po kruhovém objezdu je nově podmíněna vyznačením dopravními značkami upravujícími přednost (§ 22, § 30). Novelizovaná vyhláška č. 30/2001 Sb. stanoví, že pod dopravní značkou Kruhový objezd musí být značka přikazující dát přednost v jízdě umístěna vždy.
- povinnost dát přednost v jízdě při vjíždění z účelové komunikace na jinou pozemní komunikaci (§ 23)
- změna pravidel pro předjíždění cyklistů apod.: povinnost užít směrovky, povoleno předjíždění v křižovatce (§ 17)
- omezeno předjíždění nákladními automobily nad 3,5 t a jízdními soupravami nad 7 m, předjížděním nesmí omezit ostatní vozidla, vyloučena souběžná jízda ve třetím pruhu (§ 12 a 36)
- povinnost vytvořit průjezdný jízdní pruh při kolonách na dálnici nebo rychlostní silnici (§ 41)
- obnovena povinnost snížit rychlost jízdy nebo zastavit vozidlo před přechodem, pokud tak učiní i řidiči ostatních vozidel jedoucích stejným směrem. (Pokud je přechod vyznačen i na tramvajovém pásu, což podle novelizované vyhlášky č. 30/2001 Sb. nemá být, vztahuje se v tomto případě povinnost i na řidiče tramvají.) Tato povinnost platí i v případě, kdy se žádný chodec nechystá přejít. (§ 5 odst. 1 písm. i)
- doplněny povinnosti cyklisty při jízdě na přejezdu pro cyklisty (§ 57 odst. 8), při odbočování na signál „Volno“ musí řidič dát přednost cyklistům ve volném směru na přejezdu pro cyklisty (§ 70)
- doplněna a upřesněna povinnost osvětlení cyklisty za snížené viditelnosti (§ 58 odst. 5)
- povoleno příčné a šikmé zastavení a stání nebo v druhé řadě, při splnění obecných podmínek (§ 27)
- zakázáno zastavení a stání na silniční vegetaci
- povoleno zastavení na vyhrazeném parkovišti na dobu do 3 minut, umožněn odtah neoprávněně stojícího vozidla z vyhrazeného parkoviště. Na vyhrazená parkoviště pro invalidy je i nadále zcela zakázán vjezd jiných vozidel, nově je povinné jejich svislé i vodorovné vyznačení.
- zpřísněny podmínky užívání označení vozidla přepravujícího těžce postiženou osobu, rozšířeny výjimky plynoucí z tohoto označení (§ 67)
- aktivní antiradary nově nesmí užívat ani ten, kdo není účastníkem provozu (§ 3) (antiradarem se podle novelizace nazývají i například zařízení znemožňující funkci dohledových kamerových systémů)
- hranice škody rozhodující pro vznik povinnosti ohlásit dopravní nehodu se zvyšuje z 20 000 Kč na 50 000 Kč (§ 47).
- zákaz pobíhání domácích zvířat po pozemní komunikaci (§ 60 odst. 11)
- označení vozidel praktického lékaře ve službě (§ 67)
- oprávnění hasičů řídit dopravu při mimořádné události (§ 75)
- oprávnění strážníků obecní policie zastavovat vozidla při podezření ze spáchání přestupku v silničním provozu (§ 79 odst. 1) a měřit rychlost v součinnosti s policií (§ 79 odst. 8)
- obnovena možnost udělování výjimek z místní nebo přechodné úpravy provozu, která byla zrušená v roce 2001 (§ 77 odst. 5).

#### Změny prováděcí vyhlášky č. 30/2001 Sb.
Novelizační vyhláškou č. 193/2006 Sb. se tentokrát nezavádějí žádné nové dopravní značky, většina změn je jen zapracováním změny zákona nebo odstraněním chyb a nepřesností.
Přechodné ustanovení stanoví platnost dosavadních značek a dopravních zařízení, které neodpovídají nové vyhlášce, nejpozději do 31. prosince 2007.
- Zavádí se dopravní zařízení č. Z 5d "Vodicí deska středová"
- Mezi dopravní zařízení se nově řadí i dopravně bezpečnostní zařízení (tlumiče nárazů, zařízení pro dopravně-bezpečnostní a výchovné informace) (§ 26).
- Stanoveny rozměry a způsob umístění označení autobusu přepravujícího děti (č. O 4). Musí být umístěno za zadním oknem a za pravou částí předního okna autobusu.
- Stanoveno označení vozidla praktického lékaře ve službě (č. O 5).
- Stanoven piktogram "Připoutejte se" (č. O 6).
- Na dopravních značkách a jejich konstrukcích, dopravních zařízeních apod. nesmí být umístěno ani uvedeno nic, co nesouvisí s touto značkou nebo zařízením. (§ 5 odst. 5) Obdobné omezení bylo vypuštěno v roce 2001 a nyní je opět navráceno, z právního hlediska je ovšem jeho účinnost sporná, protože přesahuje zákonné zmocnění.
- Značka "Hranice územního celku" nesmí být doplněna dalším textem nebo znakem obce, městské části, okresu nebo kraje. (§ 13)
- Platnost značek Pěší zóna a Obytná zóna nově nekončí na nejbližší křižovatce (§ 6)
- Značky upravující přednost platí jen pro nejbližší křižovatku (§ 6)
- Platnost svislých dopravních značek označujících parkoviště končí 5 m před nejbližší křižovatkou (§ 6)
- Škrtnutím nebo překrytím lze dočasně zrušit platnost nejen dopravní značky nebo její části, ale i dopravního zařízení (§ 6 odst. 7)
- Společné zastávky městské a linkové (míněno ne-městské) dopravy se označují na označníku jedinou značkou, a to čtvercovou (tedy v městské variantě) (§ 14)
- V kulaté značce zastávky na označníku je nápis ZASTÁVKA nově nepovinný, nově se připouští možnost uvést na značce symbol autobusu (v praxi bylo mnohde realizováno již dříve), zůstává možnost uvést označení provozovatele dopravy (§ 14)
- Svislé dopravní značky označující u konce nástupní hrany zastávku (IJ 4c až IJ 4e) přerušují platnost svislých dopravních značek označujících zákaz stání, zákaz zastavení nebo parkoviště. (§ 14)
- Na tramvajovém pásu lze vodorovným dopravním značením vyznačit přechod pro chodce jen v případě, je-li vybaven světelnou signalizací (§ 19). (Způsob označení míst určených k přecházení tramvajového pásu tak zůstává nestanoven, takže aplikací zákona o drahách lze dojít i k výkladu, že tramvajový pás nelze přecházet nikde.)
- Akustické signály na přechodech mají mít charakter tikání nebo tónových pulzů frekvence 450–550 Hz, na křížení železnice s pěší komunikací 900–1100 Hz.

#### Novapravidla.cz
Novapravidla.cz je server věnovaný novele zákona o silničním provozu, která vstoupila v platnost 1. července 2006. Jeho provozovatelem je Ministerstvo dopravy. Jeho účelem je přiblížit srozumitelnou formou řidičům hlavní změny zákona a upozornit je na ně. Je součástí vládní kampaně Nová pravidla. Součástí této kampaně jsou také letáky, reklamní billboardy a televizní pořady.

### Změny v roce 2007

#### Změny prováděcí vyhlášky č. 30/2001 Sb.
Novelizační vyhláška č. 507/2006 Sb. s platností od 1. ledna 2007
- zavedla či pozměnila zejména dopravní značky vyznačující způsob zpoplatnění provozu elektronickým mýtným a dálniční známkou a upravila význam souvisejících značek (ukončení úseku s mýtným značkou „Obec“, na dálnici a silnici pro motorová vozidla se povinnost platit mýtné zvlášť nevyznačuje),
- upřesnila význam značky „Rozsviť světla“,
- stanovila způsob označení názvu obce v jazyce národnostní menšiny.

### Změny v roce 2008

#### Změny prováděcí vyhlášky č. 30/2001 Sb.
Novelizační vyhláška č. 202/2008 Sb. s platností od 1. července 2008
- zavedla dopravní značky C 15a „Zimní výbava“ a C 15b „Zimní výbava – konec“, která motorovým vozidlům s výjimkou motocyklů přikazuje v období od listopadu do dubna použít zimní pneumatiky.

### Změny v roce 2011
Novelizační zákon č. 133/2011 Sb., vyhlášený v květnu 2011, jehož většina ustanovení je účinná od 1. srpna 2011, přináší tyto změny:
- změny týkající se kontroly technického stavu a vážení vozidla v provozu (povinnost zajížďky do 8 km a povinnost úhrady nákladů na kontrolu řidičem v případě zjištění závady)
- povinné používání zimních pneumatik pro osobní a nákladní automobily a autobusy od listopadu do března v závislosti na stavu vozovky a na počasí,
- přidáno oprávnění policisty zakázat jízdu po nesjízdné komunikaci; do zákona vráceno oprávnění policisty udělit na místě okamžitou výjimku z místní nebo přechodné úpravy provozu, je-li to nutné k zajištění bezpečnosti nebo plynulosti provozu
- přidán zákaz účasti řidiče na sportovní nebo podobné akci, která by mohla ohrozit bezpečnost provozu, není-li povolena jako zvláštní užívání
- zrušena povinnost označovat úsek, v němž obecní policie měří rychlost vozidel
- ze zákona vypuštěny zmínky o vyšetření neurologickém, včetně elektroencefalografického. Prováděcí předpis má stanovit nezbytné vybavení k dopravně-psychologickému vyšetření. Dopravně psychologické vyšetření je nově předepsáno i před vrácením odebraného řidičského oprávnění. Pro dopravně-psychologické vyšetření je nově vyžadována speciální akreditace psychologa od ministerstva dopravy, pro jejíž udělení zákon stanoví podmínky.
- výrazně mění sazby i některé principy bodového systému. Postihy za přestupky jsou z přestupkového zákona přesunuty do zákona o silničním provozu, a to bez zásadních věcných změn.
- mírně se mění definice přednosti v jízdě a povinnosti neohrozit; povinnosti řidiče vůči chodcům na přechodu (změna formulace z povinnosti na zákaz, zároveň se tato povinnost přestává vztahovat na jezdce na zvířeti a průvodce vedených a hnaných zvířat a nově z ní přestávají být vyjmuti řidiči vozidel s právem přednostní jízdy); z hlediska zákazu předjíždění, zastavení a stání je přejezd pro cyklisty postaven na roveň přechodu pro chodce; kromě doplňkového žlutého světla ve tvaru chodce jsou zavedeny obdobné varianty světla ve tvaru cyklisty a kombinovaného světla
- při předjíždění řidič nově smí omezit řidiče jedoucího za ním
- nově je do zákona zavedena definice kolony vozidel
- zavedena povinnost použití reflexní vesty při nouzovém stání mimo obec
- výjimka z počtu přepravovaných osob při použití mobilního záchranného prostředku záchranným nebo nákladním vozidlem Horské služby
- označení vozidla přepravujícího osobu těžce postiženou je přejmenováno na parkovací průkaz pro osoby se zdravotním postižením, místo „lékaře ve službě“ užit termín „lékař konající návštěvní službu“. Na vyhrazené parkoviště pro invalidy, kam byl dosud ostatním vozidlům zakázán vjezd, je jim nově zakázáno jen zastavení a stání. Zákon nově rozlišuje barevnou podobu hole pro nevidomé od hole pro hluchoslepé.
- nově stanovena 30denní lhůta pro vyjádření policejního orgánu nebo ministerstva vnitra v řízení o místní nebo přechodné úpravy provozu a předpoklad jejich souhlasu, pokud se v termínu nevyjádří

### Změny v roce 2016
Zákonem č. 48/2016 Sb. byly s účinností od 20. února 2016 zavedeny například tyto změny:
- osoba na sportovním vybavení obdobném lyžím nebo kolečkovým bruslím byla přidána i přímo do definice chodce, dosud byla zmíněna jen ve dvou ustanoveních týkajících se povinností chodců
- přípojné vozidlo bylo přidáno do definice nemotorového vozidla
- změněna definice jízdního pruhu (nerozlišuje již dvoustopá a jednostopá vozidla)
- nově zákon zakazuje vyhradit jízdní pruh pro motocykly
- přidán speciální odstavec o jízdních pruzích pro cyklisty. Oproti jiným druhům vyhrazených jízdních pruhů na něj smí řidič jiného vozidla vjet v podélném směru rovněž tehdy, není-li přilehlý jízdní pruh pro toto vozidlo dostatečně široký. Termín „jízdní pruh pro cyklisty“ byl odlišen od termínu „vyhrazený jízdní pruh“ a nově jsou v příslušných ustanoveních zmiňovány každý zvlášť. V § 57 odst. 1 jsou však jízdní pruh pro cyklisty a vyhrazený jízdní pruh pro cyklisty jmenovány vedle sebe, jako by šlo o dva různé pojmy.
- zavedena definice osobního technického prostředku a legislativní zkratka osobní přepravník pro označení segwayů, přidán paragraf o provozu segwayů, který jejich uživatele staví v podstatě na úroveň osoby na lyžích nebo kolečkových bruslích, navíc při smíšeném provozu s chodci stanoví omezení rychlosti a možnost obce stanovit nařízením a vyznačit dopravními značkami omezení jejich provozu. Přidán § 60a, pravidla užívání osobního přepravníku.
- mění se požadavky na profesní způsobilost řidiče
- do povinností řidiče (co řidič nesmí) v § 2 odst. 2 přidán
  - zákaz ohrozit cyklistu na přejezdu pro cyklisty
  - zákaz řídit vozidlo, na němž jsou nečistoty, námraza nebo sníh, které zabraňují výhledu z místa řidiče vpřed, vzad a do stran
  - zákaz řídit vozidlo, na němž nebo na jehož nákladu je led, který by při uvolnění mohl ohrozit bezpečnost provozu na pozemních komunikacích
- dosud cyklista na přejezdu pro cyklisty nesměl donutit řidiče k žádné změně směru nebo rychlosti jízdy, nově jej nesmí donutit jen k náhlé změně.
- nově zaveden sdružený přechod pro chodce a přejezd pro cyklisty
- strážník obecní policie a celník mohou nově kontrolovat doklady stejně jako státní policista, včetně zdravotní způsobilosti k řízení a profesní způsobilosti. Ze zákona byla vypuštěna povinnost řidiče mít u sebe doklad o pojištění odpovědnosti, tu však nadále upravuje zákon č. 168/1999 Sb., o pojištění odpovědnosti z provozu vozidla.
- v § 6a, 6b a 6c je nově upraven postup při kontrole technického stavu vozidla nebo objasňování nehody a možnost okamžitého zadržení osvědčení o registraci vozidla.
- zákaz užití levého jízdního pruhu v obci (mimo objíždění, předjíždění, otáčení nebo odbočování) byl rozšířen i o cyklisty
- výjimka z nejvyšší dovolené rychlosti pro řidiče zpravodajských služeb, Generální inspekce bezpečnostních sborů a stanovených útvarů policie, Vojenské policie a celních orgánů, která se dosud vztahovala pouze na omezení obecnou úpravou provozu, byla rozšířena i na omezení rychlosti místní nebo přechodnou úpravou provozu.
- pro řidiče vozidel bezpečnostních sborů, ozbrojených sil a vojenského zpravodajství při plnění služebních povinností, řidiče vozidla obecní policie při výkonu její působnosti a řidiče vozidel jednotek požární ochrany, zdravotnické záchranné služby a Horské služby při řešení mimořádných událostí byla do zákona vložena výjimka z dodržování zákazů zastavení a stání stanovených obecnou úpravou provozu.
- byl zaveden institut cyklistické zóny.
- explicitně jsou v zákoně zmíněny případy, kdy je povolen vjezd cyklistů na chodník nebo stezku pro chodce, a jsou na tento případ vztažena některá pravidla platná pro obytnou a pěší zónu (omezení rychlosti do 20 km/h, povinnost vzájemné ohleduplnosti řidičů a chodců či hrajících si dětí).
- zvláštní výstražné znamení je kromě jednotek hasičských záchranných sborů povoleno i ostatním jednotkám požární ochrany
- k ustanovením o nákladní dopravě je přidána povinnost odesilatele, v jakém stavu a jakým způsobem má předat náklad.
- pohybuje-li se chodec mimo obec za snížené viditelnosti po krajnici nebo po okraji vozovky v místě, které není osvětleno veřejným osvětlením, je nově povinen mít na sobě prvky z retroreflexního materiálu umístěné tak, aby byly viditelné pro ostatní účastníky provozu na pozemních komunikacích.
- cyklista nově nesmí zprava objíždět vozidlo, které odbočuje doprava a dává znamení o změně směru jízdy vpravo
- oprávnění zastavovat vozidla je nově rozšířeno o osoby uvedené v povolení zvláštního užívání pozemní komunikace (sportovní, kulturní, náboženské, zábavní nebo obdobné akce, doprovod při přepravě zvlášť těžkých nebo rozměrných předmětů)
- řidičský průkaz skupiny B1 již neopravňuje ze zákona k řízení tříkolek ze skupiny A1.
- nově je upravena možnost odebrání akreditace k provádění dopravně-psychologického vyšetření a byly přidány § 87a a 87b, které stanoví postup dopravně-psychologického vyšetření. K žádosti o navrácení odebraného řidičského oprávnění se již nedokládá zdravotní způsobilost, ale psychická způsobilost. Záznamy o dopravně-psychologických vyšetřeních se nově uvádějí do registru řidičů.
- Vybírání kauce od osoby podezřelé ze spáchání přestupku nebo zajištění vozidla v takovém případě nově upravují § 124a, 124b a 124c.
- způsob vedení evidence dopravních nehod svěřen prováděcímu předpisu - vypuštěno ustanovení zákona, že centrální evidenci nehod vede ministerstvo vnitra.

## Jízda vpravo

Státy s levostranným (modře) a pravostranným (červeně) provozem.

K zavedení jízdy vpravo se signatářské státy údajně zavázaly již v rámci dodatku k Pařížské úmluvě v roce 1926. Na území Československa však byl pravostranný provoz zaveden až po jeho zániku v roce 1939 a pravostranný provoz zůstal zachován i po obnovení Československa. Levostranný provoz však přetrvává v některých státech světa dodnes.